# ليماش
ليماش هي بلدية في تشيلي في محافظة مارغا مارغا ،  في إقليم فالبارايسو . وهي البلدة الوحيدة في تشيلي التي تضم منطقتين حضريتين: سان فرانسيسكو دي ليماش على الجانب الشمالي من جدول بيلومبين ، وليماتشي فيجو على الجانب الجنوبي. وتشتهر بإنتاج الطماطم .

## جغرافيا
تمتد على مساحة داخلية تبلغ 293.8 كم 2 (113 ميل مربع) في منطقة زونا المركزية في تشيلي ، والتي تقع على بعد 43 كم (27 ميل) شرق مدينة فالبارايسو الساحلية و 103 كم (64 ميل) شمال غرب العاصمة سانتياغو .